# Barom One
Barom One (バロム・1 Baromu Wan?) es una serie manga escrita por Takao Saito. Originalmente la historia fue serializada en los años 1970 en Weekly Bokura Magazine (週刊ぼくらマガジン Shukan Bokura Magajin?).
En 1972, se creó un drama para televisión bajo el título de Chojin Barom 1 por Toei, y transmitido por Yomiuri TV cada sábado de 19:30 a 20:00 p. m. del 2 de abril al 26 de noviembre. En esta serie la historia original y el diseño de Saito fueron ampliamente cambiados.
Se realizó una versión en anime, la cual fue transmitida de diciembre de 2002 a marzo de 2003 por Anime Theather-X. También en esta versión la trama y la historia fueron cambiadas.

## Argumento
Antes del Big Bang, en el universo existían dos fuerzas, la bondadosa Kopu y la maligna Gomon. La historia comienza en el siglo XXI. Cerca de una ciudad costera en el distrito de Kanto, hay un lago que fue creado por un meteorito caído diez mil años antes. Una forma de vida que estuvo durmiendo durante miles de años dentro del meteorito en el fondo del lago ahora comienza a despertar y a atacar a la población.
Mientras tanto, Takeshi Kido y su compañero de clase Kentaro Shiratori tienen un accidente mientras usaban el ordenador. Una imagen, Kopu, aparece ante ellos y les explica que deben salvar el mundo de las manos de Gomon.
Debido al intenso campo electromagnético del ordenador, Takeshi y Kentaro salen despedidos de la casa y caen por un barranco para hundirse en el océano. Una esfera de luz brilla desde el fondo del mar con la imagen de Kopu, y este les entrega unos brazaletes llamados boppu que les permiten unirse con el poder de la justicia y la amistad para salvar el mundo.

## Lista de episodios
1. Destino
2. Fuera de Control
3. Pánico
4. Onda
5. Presagio
6. Antagonismo
7. Momento de Decisión
8. Surgimiento
9. Confesión
10. Oscuridad
11. Conspiración
12. Contraataque
13. Futuro

- Datos: Q2884762